# 张少松
张少松（1933年10月—2023年5月19日），湖南省酃县（今炎陵县）人，中国人民解放军中将。

## 生平
1949年8月，参加中共酃县区工委领导的地下组织，同年12月参加人民解放军。1953年12月加入中国共产党。
1959年参加西藏平叛。1962年参加中印边境自卫反击战，在克节朗战役中率部强渡克节朗河，全歼扯冬印军一个连。1979年参加对越自卫反击战。
1985年9月，中央军委任命张少松为西藏军区政治委员，1990年6月任四川省军区政治委员，1992年11月任成都军区副政治委员兼纪委书记。1993年，授予中国人民解放军中将。